# Commerce électronique en Tunisie
Le commerce électronique en Tunisie est un secteur qui tarde à se lancer en Tunisie, bien que ce soit le premier pays de la rive sud de la Méditerranée à s'intéresser au commerce en ligne.

## Histoire
- 1997 : Création d'une commission nationale sur le commerce électronique
- 1999 : Conseil interministériel sur l'économie numérique
- 2000 : Promulgation de la loi sur les échanges et le commerce électroniques et création de l'Agence nationale de certification électronique

## Cadre juridique
Les échanges effectués à travers le commerce électronique sont réglementés par les textes de lois suivants :
- la loi n°2000-00083 du 9 août 2000 relative aux échanges et au commerce électroniques ;
- la loi d’orientation n°2007-13 du 19 février 2007 relative à l’établissement de l’économie numérique ;
- la loi n°2007-69 du 27 décembre 2007 relative à l'initiative économique.

## État des lieux
Le commerce électronique demeure peu développé en Tunisie. En 2012, le nombre des sites web marchands est de 700 environ. Près de 300 000 transactions sont générées via SPS (serveur de paiement sécurisé) par an, avec un chiffre d'affaires de 27 millions de dinars. Le manque de compétitivité des prix et l'absence d'un financement adéquat des projets de commerce électronique seraient les principales causes de la faiblesse du secteur selon une enquête effectuée en mai 2012 par le ministère du Commerce.

## Techniques utilisées
Deux solutions s'offrent aux commerçants souhaitant vendre à distance : la solution de la société Monétique Tunisie et celle de la Poste tunisienne. Ces solutions nécessitent un contrat avec la banque ou la Poste tunisienne. De plus, dans le cas de la solution de la Poste tunisienne, le commerçant doit intégrer un kit de paiement dans son site marchand et acquérir un certificat électronique. Les cartes bancaires acceptées par la Société Monétique Tunisie sont la Visa, la Mastercard et la carte interbancaire nationale. La Poste tunisienne accepte comme moyen de paiement l'e-dinar, la VISA Electron, la VISA International et la MasterCard International. La solution PayPal, qui ne nécessite pas un contrat VAD, est possible en Tunisie, à condition d'avoir un compte bancaire en dinars convertibles.
Le 24 février 2016, Noomane Fehri, le ministre des Technologies de l'Information et des Communications, annonce que la Tunisie est prête pour que PayPal ouvre ses transactions depuis et vers la Tunisie. Cependant, en juin 2017, PayPal annonce qu'en raison d'un différend entre la Banque centrale de Tunisie et la société, cette introduction est impossible.